# Tawhirimateas
Tawhirimateas er gud over vejret i maoriernes mytologi. Rå og uforudsigelig som en orkan er han en kraft, man kan regne med. Tawhirimateas temperament er meget heftigt, og han kan være så vild som en tiger. Han kan snappe menneskers fingre, for en rolig, kølig aften kan blive til meget mere.
| Mytologi | Spire Denne artikel om mytologi er en spire som bør udbygges. Du er velkommen til at hjælpe Wikipedia ved at udvide den. |